# Lavialibera
Lavialibera è una rivista bimestrale fondata nel 2020 da Libera e Gruppo Abele; vi è associato anche un sito web.

## Storia editoriale
Il primo numero è stato presentato a Roma, presso la Fnsi (Federazione nazionale stampa italiana) il 28 gennaio dello stesso anno.
Sostituisce il mensile Narcomafie, fondato da don Luigi Ciotti nel 1993 a Torino. La rivista mantiene un focus su mafia e corruzione,ma dedica sezioni specifiche ai temi: migrazioni, periferie, ecologia e movimenti sociali. Da gennaio 2023 ospita una rubrica dell'associazione Antigone, dedicata alle carceri, uno dei temi portanti della rivista. 
Secondo i dati del primo bilancio sociale, nel 2020 sono stati distribuiti sul territorio nazionale quasi 15mila abbonamenti annuali. Nel 2021, Lavialibera ha prodotto 373 articoli tra carta e online e raggiunto oltre 1 milione di persone sui social network.
Nel 2024, la redazione ha ricevuto il Premio nazionale per l'impegno civile Marcello Torre, intitolato al sindaco di Pagani ucciso dalla Camorra l'11 dicembre 1980, per "per l’impegno al servizio della verità e della giustizia, della libertà e della dignità dell’uomo, per la difesa della democrazia e contro ogni forma di ingiustizia e di sopraffazione”.

## Direzione, comitato scientifico e collaborazioni
Il direttore editoriale della rivista è don Luigi Ciotti, la direttrice responsabile è Elena Ciccarello. Sono membri del comitato scientifico Rosy Bindi, Fabio Cantelli Anibaldi, Alessandra Dino, Lorenzo Frigerio, Leopoldo Grosso, Monica Massari, Toni Mira, Mirta da Pra Pocchiesa e Alberto Vannucci. Curano rubriche per lavialibera Rosy Bindi, Francesco Remotti, Alberto Vannucci, Antonello Pasini e Carlo Lucarelli.
Nel maggio del 2022, lavialibera ha pubblicato "Trent'anni dopo", un numero speciale in occasione del trentennale delle stragi di Capaci e via d'Amelio, a cui hanno contribuito anche Roberto Saviano, Giancarlo Caselli, Nando Dalla Chiesa, Augusto Cavadi, Federico Cafiero De Raho, Enrico Deaglio e Isaia Sales. Nel novembre del 2023 è uscito un altro numero speciale, "Cos'è la felicità?", in cui rispondono alla domanda anche Vasco Rossi, Alessandro Cattelan, Romano Madera, Enrica Tesio e Antonio Staglianò.